# Gustav Fabricius
Gustav Fabricius (* 9. Mai 1880 in Dubnitz; † 1960) war ein deutscher Hafen- und Flughafenmanager.

## Leben
Nach dem Abitur am Gymnasium in Stralsund studierte Gustav Fabricius an den Technischen Hochschulen Berlin und Danzig Ingenieurwissenschaften. 1902 wurde er Mitglied des Corps Guestphalia Berlin. Im Anschluss an das Studium schlug er eine Laufbahn im Staatsdienst ein. Nach Regierungsbaumeister-Examen wurde er zur Gründung einer Zementfabrik in Deutsch-Ostafrika vom Staatsdienst beurlaubt. 
Am Ersten Weltkrieg nahm er als Pionier an der Front teil. 1916 schied er aus dem preußischen Staatsdienst aus und ging als Stadtbaurat und Dezernent für Schifffahrt, Handel und Industrie im Kommunaldienst zur Stadt Stettin. 1923 wurde Fabricius Vorstandsmitglied der Stettiner Hafengesellschaft mbH und Vorstandsmitglied der Flughafen Stettin GmbH. Ferner war er Vorstandsmitglied des Verbandes Deutscher Flughäfen.
Sein Hauptbeschäftigungsgebiet waren Fragestellungen des Güterverkehrs zum und im Hafen und nach Übersee. Nach dem Zweiten Weltkrieg lebte er in Mülheim an der Ruhr.

## Auszeichnungen
- Verleihung der Ehrendoktorwürde eines Dr.-Ing. E. h. durch die Technische Hochschule Danzig für seine besonderen Verdienste um die verkehrs- und bautechnische Ausgestaltung von Seehäfen

## Schriften
- Zur Frage "Gross-Hamburg" vom Standpunkt der Stadt Stettin aus, 1922 (zusammen mit Friedrich Ackermann)
- Der Stettiner Hafen, 1926
- Der Bau eines Schuppenspeichers für Stückgut im Seehafen Stettin, 1929 (zusammen mit Hermann Schulze)